# 宁明站
宁明站，位于中华人民共和国广西壮族自治区崇左市宁明县城中镇，是湘桂铁路上的火车站，建于1952年，由南宁局集团管辖。

## 歷史
- 建于1952年。

## 旅客列车目的地
截至2025年7月，宁明站每日停靠2个旅客列车车次，均为过路车。列车车次及目的地如下表：
| 目的地                        | 车次    | 列车所属路局 |
| ----------------------------- | ------- | ------------ |
| 国际段：河内嘉林 国内段：凭祥 | T8701次 | 南宁局集团   |
| 南宁                          | T8702次 | 南宁局集团   |

## 車站周邊
- 中国电信驮龙营业厅
- 中国邮政储蓄银行宁明县花山路支行
- 城中镇第五小学

## 外部連結
- 中国铁路客户服务中心（页面存档备份，存于）